# Anna Santamans
Anna Santamans (Fontcouverte-la Toussuire, 25 de abril de 1993) es una deportista francesa que compite en natación.
Ganó una medalla de bronce en el Campeonato Mundial de Natación en Piscina Corta de 2014, dos medallas de bronce en el Campeonato Europeo de Natación, en los años 2014 y 2016, y cuatro medallas en el Campeonato Europeo de Natación en Piscina Corta, en los años 2012 y 2019.
Participó en dos Juegos Olímpicos de Verano, en los años 2012 y 2016, ocupando el séptimo lugar en Río de Janeiro 2016, en la prueba de 4 × 100 m libre.

## Palmarés internacional
| Campeonato Mundial en Piscina Corta | Campeonato Mundial en Piscina Corta | Campeonato Mundial en Piscina Corta | Campeonato Mundial en Piscina Corta |
| Año                                 | Lugar                               | Medalla                             | Prueba                              |
| ----------------------------------- | ----------------------------------- | ----------------------------------- | ----------------------------------- |
| 2014                                | Doha (Catar)                        | Medalla de bronce                   | 4 × 50 m estilos                    |
| Campeonato Europeo                  |                                     |                                     |                                     |
| Año                                 | Lugar                               | Medalla                             | Prueba                              |
| 2014                                | Berlín (Alemania)                   | Medalla de bronce                   | 4 × 100 m libre mixto               |
| 2016                                | Londres (Reino Unido)               | Medalla de bronce                   | 4 × 100 m libre mixto               |
| Campeonato Europeo en Piscina Corta |                                     |                                     |                                     |
| Año                                 | Lugar                               | Medalla                             | Prueba                              |
| 2012                                | Chartres (Francia)                  | Medalla de oro                      | 4 × 50 m libre mixto                |
| 2012                                | Chartres (Francia)                  | Medalla de oro                      | 4 × 50 m estilos mixto              |
| 2012                                | Chartres (Francia)                  | Medalla de bronce                   | 4 × 50 m estilos                    |
| 2019                                | Glasgow (Reino Unido)               | Medalla de oro                      | 4 × 50 m libre                      |